# Commodore Schuyler F. Heim Bridge
Le Commodore Schuyler F. Heim Bridge est un pont levant du port de Los Angeles en Californie. Ouvert le 10 janvier 1948, le pont permet le passage de la California State Route 47 de Terminal Island au quartier de Wilmington de Los Angeles.
Le pont apparait dans le générique de la série télévisée Mannix et dans le film Inception (2010).